# Mauldin
Mauldin es una ciudad situada en el estado de Carolina del Sur, en los Estados Unidos.En el Condado de Greenville. La ciudad en el año 2000 tiene una población de 15.294 habitantes en una superficie de 22.3 km², con una densidad poblacional de 682.3 personas por km². 

## Geografía
Mauldin se encuentra ubicada en las coordenadas 34°46′51″N 82°18′2″O / 34.78083, -82.30056. Según la Oficina del Censo, la ciudad tiene un área total de 22,3 km² (8,6 mi²), de la cual 22,3 km² (8,6 mi²) es tierra y 0 km² (0 mi²) es agua.

## Demografía
En el 2000 la renta per cápita promedia del hogar era de $51.657, y el ingreso promedio para una familia era de $61.817. El ingreso per cápita para la localidad era de $24.750. En 2000 los hombres tenían un ingreso per cápita de $41.047 contra $29.985 para las mujeres. Alrededor del 4.40% de la población estaba bajo el umbral de pobreza nacional. 

### Localidades adyacentes
El siguiente diagrama muestra a las localidades en un radio de 12 kilómetros (7,5 mi) de Mauldin.